# Нено Белан
Ненад Белан (рођен 2. фебруара 1962) хрватски је рок музичар, познат као фронтмен музичке групе Ђаволи, али и као солиста.

## Биографија

### Младост
Нено Белан започео је своју каријеру музичара као тинејџер у групи Лосос, Кавијар и Марсови Бизони. Постао је члан групе Народно благо 1980. године, који су свирали ритам и блуз, а повремено су свирали као пратећа група сплитског рок музичара Фона Бишкића, са којим су изводили кавере песама Ролингстонса, Рамонса и Клеша. Група Народно благо се распала 1983. године, а Белан је постао члан бенда Аквила. Изводили су далматинске фолк песме, а Белан је свирао мандолину.

### Ђаволи и соло каријера
Белан је основао групу Ђаволи 1984. године, а изводили су музику инспирисану рокенролом педесетих година. Успешно су наступали све до 1991. године, када се појавило Беланово прво соло издање, ЕП Рок галама, снимљено са члановима групе Ђаволи. Ђаволи су се распали 1991. године због распада Југославије, а Сплитски фестивал 1991. године, где је требало да Белан и Ања Шоваговић Деспот изведу песму „Љубав постоји због нас”, био је отказан. Белан се појавио на Сплитском фестивалу 1992. године са песмом „Заборави”. Свој први албум, Вино ноћи, објавио је 1993. године. Албум је снимљен са члановима Далеке обале. На албуму Вино ноћи нашле су се песме „Заборави”, „Сунчан дан” (коју је написао бивши члан групе Народно благо, Здравко Бајан), „А гдје си ти?” и „Љубав постоји због нас” (претходно необјављен дует са Ањом Шоваговић Деспот). На албуму су се појавиле верзије песама „Вино ноћи” и „Сунчан дан” на енглеском језику. Белан је 1994. године објавио ЕП Мама, а насловна песма била је кандидат за хрватског представника за Песму Евровизије 1994. године. У ЕП-у су се појавиле песме „Бит на мору” (кавер хита Делфина из 1960-их) и „Не питај за њу” (дует са Тонијем Цетинским).
Током деведесетих година 20. века, Белан је углавном наступао у иностранству, док је у Хрватској најчешће наступао на музичким фестивалима. Објавио је поп албум Долази љубав 1995. године. На турнеји која је уследила након објављивања албума, пратили су га гитариста Оља Дешић и бубњар Лео Румора. Албум Јужњачка утјеха објавио је 1997. године. Албум је садржавао кавер песме „Baby Baby” од The Vibrators-а (Беланова верзија носи назив „Лези, бејби”) и кавер песме Боба Дилана „Blowin' in the Wind” (Беланова верзија носи назив „Одговор у вјетру”).
Белан је поново окупио Ђаволе 1998. године када се Ведран Крижан придружио групи као клавијатуриста, чиме је завршио окупљање групе касније познате као Фјуменс (Fiumens), али су прво покушали да оживе стари бренд Ђавола албумом Space Twist. Међутим, Ђаволи су се поново распали, а Нено, Оља, Лео и Ведран основали су групу Нено Белан и Фјуменс (Neno Belan & Fiumens), а 2002. године издали су албум Luna & Stelle и 2007. године албум Ријека снова као Нено Белан и Фјуменс .

## Дискографија

### Ђаволи

#### Студијски албуми
- Љубав и мода (Југотон, 1986)
- Hallo Lulu 22 (Југотон, 1987)
- Остани уз мене (Југотон, 1988)
- Space Twist (Далас рекордс, 1998)[2][3]

#### Компилације
- Баладе – Кад се нађем у предјелу ноћи... (Југотон, 1989)
- Бамбина и други хитови (2002)
- The Ultimate Collection – Neno Belan & Đavoli (Кроација рекордс, 2008)
- Најљепше љубавне пјесме (Кроација рекордс, 2010)
- Neno Belan / Đavoli - Greatest Hits Collection (2016)

### Соло

#### Студијски албуми
- Вино ноћи (Кроација рекордс, 1993)
- Долази љубав (Кроација рекордс, 1995)
- Јужњачка утјеха (Кроација рекордс, 1997)[4]

#### ЕП-ови
- Рок галама (Нено Белан и Ђаволи, 1991)
- Мама (1994)

### Нено Белан и Фјуменс

#### Студио албуми
- Luna & Stelle (Далас рекордс, 2002)
- Ријека снова (Далас рекордс, 2007)
- Творница снова (Далас рекордс, 2009)
- Оцеани љубави (Далас рекордс, 2011)
- Сањај! (Далас рекордс, 2016)[5]

## Фестивали
МЕСАМ:
- Бамбина,бамбина (са групом Ђаволи), трећа награда публике, '86
- Cha, cha (са групом Ђаволи), '88
- Мирише југо (са групом Ђаволи), '89

Сплит:
- Вечерас (са групом Ђаволи), '88
- Дуго топло љето (са групом Ђаволи), победничка песма (прва награда стручног жирија, друга награда публике и награда за најбољи аранжман), '89
- А гдје си ти (са групом Ђаволи), '90
- Дуго топло љето (Вече сплитских бисера, са групом Ђаволи), '90
- Љубав постоји због нас (дует са Ањом Шоваговић Деспот), '91
- Заборави, '92
- До посљедњег даха (дует са Зорицом Конџом), прва награда стручног жирија и друга награда публике, '94
- Долази љубав, '95
- Моја Розита (са Влатком Покос, Тедијем Спалатом и Деаном Дворником),'95
- Ивона (са групом Ђаволи), '98
- Жај ми је (са Тончијем Хуљићем и Madre Badessom), 2018
- Вријеме за нас (са Алком Вуицом и Зораном Шербеџијом), 2019
- Дуго, топло љето (Вече ретроспективе поводом 60 година сплитског фестивала), 2020
- Чаробна ствар (дует са Зораном Качић Чатиповић), Златни галеб - прва награда публике и Grand Prix фестивала, 2020
- Звијезде, Златни вал - прва награда стручног жирија, 2021
- Јубе моја знај (са групом Fiumens), 2022

Мелодије хрватског Јадрана, Сплит:
- Влак, '95
- Поноћна звона, прва награда стручног жирија Златни галеб, '97
- Јагоде и чоколада (са групом Ђаволи), '98

Дора, Опатија:
- Мама, '94
- Hey (са групом Фиуменс), 2005

Арена, Пула:
- Плешем испод облака, '94
- Волим те, '96
- Одлазим, '97

Загорјефест:
- Она то зна, '95

Задар:
- Дотакни ме уснама, друга награда стручног жирија, '94
- Коњ, '96
- Мојој љубави, трећа награда стручног жирија и награда за текст, '97
- Немој мислит' да је крај (са групом Ђаволи), '98

Загреб:
- Црно и сиво, '97
- Љубави, 2005
- Анђела, анђеле, 2014
- Јер је пјесма дио нас, 2015
- Тешко је, 2021
- Жути семафор (са групом Fiumens), 2023

Далматинска шансона, Шибеник:
- Бамбина / Поноћна звона (Вече старих песама, са Фиуменсима), '99
- Олујно море (са клапом Носталгија), 2001
- Срце од леда (са клапом Море), трећа награда публике и најизвођенија шансона фестивала, 2003
- Дивојка са југа (са клапом Море), друга награда публике и награда за најбоље кантауторско дело, 2004
- La musica di notte (Вече старих песама), 2004
- Галеб (са клапом Море), најизвођенија шансона фестивала, 2005
- Мали моторин / Бит на мору (Вече старих песама), 2005
- Кад плима се диже (са Маријаном Баном и клапом Море), друга награда публике и награда за најбоље кантауторско дело, 2006
- Волим те, будало мала (Вече старих песама, са Фиуменсима), 2006
- Ријека снова, најизвођенија шансона фестивала, 2007
- Срце од леда (Вече старих песама, са клапом Море), 2007
- Зар више нема нас (дует са Масимом Савићем), прва награда публике, друга награда стручног жирија и награда за најбољи аранжман, 2008
- Ријека љубави (Вече старих песама, са Фиуменсима), 2008
- Лијепо неописиво (Bello e impossibile) (Вече италијанске канцоне), 2009
- Киша, трећа награда стручног жирија и награда за најбоље кантауторско дело, 2010
- Биондина (Вече италијанске канцоне), 2010
- Оцеани љубави, прва награда стручног жирија и најизвођенија шансона фестивала, 2011
- La pioggia) (Вече италијанске канцоне), 2011
- Улицама града, најизвођенија шансона фестивала, 2012
- Срце од леда (Вече ретроспективе Далматинске шансоне 1998. - 2011.), 2012
- Море је клапа (са клапом Море), 2013
- Дај ми дај, трећа награда стручног жирија и најизвођенија шансона фестивала, 2014
- Твој глас (дует са Мајом Посавец), друга награда стручног жирија и трећа награда публике, најизвођенија шансона фестивала, 2015
- Сањај, најизвођенија шансона фестивала, 2016
- Звијезда мога сна, најизвођенија шансона фестивала, 2017
- Зар више нема нас (Вече најбољих песама далматинске шансоне 1998. - 2016. дует са Масимом Савићем), 2017
- Ти и ја (дует са ћерком Николином Белан), 2018
- Лито умире, награда за најбоље кантауторко дело, 2019
- Не волин југо, прва награда стручног жирија, 2020
- На цвитну недиљу, друга награда стручног жирија, 2021
- Црни бисеру (са Ђанијем Степинчевим и клапом Море), победничка песма, 2023

Етнофест, Неум:
- Малом цестом преко Загоре, '96
- Брачка балада (са клапом Фортунал), '97
- Фиумера (са клапом Море и Жаном Јакопечом), 2007
- Одлазак, 2008
- Недир над морем плавим, 2011
- Клинчек стоји под облоком (са Јурицом Пађеном и Сингрлицама), 2018

Сунчане скале, Херцег Нови:
- Брод (са групом Фиуменси), 2001

Марко Поло фест, Корчула:
- Ka'vanna, победничка песма, 2002
- C'mon, 2003
- Сутра, 2004

Руњићеве вечери:
- Врбе, 2001
- Мени требаш ти, 2006

CMC festival, Водице:
- Недир над морем плавим, 2011

Опатија:
- Не питај за њу (дует са Тонијем Цетинским), '93
- У недиљу, Ане (Ретроспектива песама са Опатијског фестивала, са Флуменсима), 2015

Ауреа фест, Пожега:
- Ти и ја (дует са Николином Белан), 2018

Мелодије Јадрана, Сплит:
- Ајмо у ђир (дует са Миом Димшић, вече нових песама - Хит лета), 2023
- Регата живота (Вече нових песама - Хит лета), 2024